# メイド★はじめました 〜ご主人様のお世話いたします♥〜
『メイド★はじめました 〜ご主人様のお世話いたします♥〜』（メイドはじめました ごしゅじんさまのおせわいたします）は、2007年12月28日にVivid Colorより発売されたボーイズラブ系アダルトゲーム（ボーイズラブゲーム）。および、それを原作にした漫画とドラマCDがそれぞれ発売された。後には廉価版も発売されている。

## 概要
Vivid Colorより初のオムニバス形式を採った恋愛アドベンチャーゲーム。律と瑪瑙を物語の中心にして、ゲームの主な内容は「律&瑪瑙」・「琥珀&翡翠」・「珊瑚&石榴」・「遙&水晶」・「圭一&健太郎」の5つのカップリングのストーリーを展開している。
小説家として人気の作家・森本あきが本作のシナリオを書き下ろしたものである。

## ストーリー
律&瑪瑙
平凡な日常を過ごしていた赤木律は、けがをした母親の代わりに、彼女の勤め先である東久世家で働くことになったが、その仕事は何とメイドだった。
翡翠&琥珀
翡翠は琥珀に拾われて以来、彼のことを慕っていたが、二人の心はすれ違いを見せていた。
珊瑚&石榴
珊瑚のいとこ、石榴は東久世家の人間としてではなく、一人の人間として珊瑚を見てくれる人物だった。
だが、ある時を境に石榴は珊瑚のことを姫君と呼ぶようになった。珊瑚は戸惑いを隠せなかった。

## 登場人物
赤木 律（あかぎ りつ）
声 - 山口勝平
建築家を目指す大学生。母の代わりに、大学の夏休みをメイドとして働いている。
見た目はかわいらしいが、毒舌家。
東久世 瑪瑙（ひがしくぜ めのう）
声 - 安芸怜須ケン
律の雇い主である男性会社員。東久世家の三男だが、東久世グループではない別の会社で働いている。使用人たちには優しく接するが、律にたいしては威圧的に接する。
琥珀（こはく）
声 - 宮田幸季
翡翠に拾われた少年。翡翠に拾われる前の記憶がなく、琥珀という名も翡翠がつけたもの。
東久世 翡翠（ひがしくぜ ひすい）
声 - 成田剣
東久世家長男。紳士的で冷静な性格ながらも、琥珀を溺愛している。
東久世 珊瑚（ひがしくぜ さんご）
声 - 空野太陽
東久世家三男で、三兄弟の末っ子。明るい性格。将来は植物学者になるのが夢。
西久世 石榴（にしくぜ ざくろ）
声 - 沖野靖宏
東久世兄弟のいとこ。親族同士のいざこざを避け、古本屋を経営している。珊瑚のことを姫君と呼んでいる。
北斗 遙（ほくと はるか）
声 - 氷河流
水晶の秘書で、クールな雰囲気を醸し出す青年。東久世当主の水晶とは愛人関係を持つ。
東久世 水晶（ひがしくぜ すいしょう）
声 - 松涛エルサ
東久世の現当主で、東久世霰の夫。"東久世水晶"という名前は本名ではなく、霰の夫としての名前である。
東久世 霰（ひがしくぜ　あられ）
東久世水晶の妻で、何度も結婚と離婚を繰り返してきた。そのため、三兄弟は異父兄弟ということになる。
津田 圭一（つだ けいいち）
声 - 平井達矢
東久世家のメイド長。代々東久世家のメイドを務めてきた津田家の出である。珊瑚の幼馴染でありながらも、健太郎の恋人でもある。
苅野 健太郎（かりの けんたろう）
声 - 黒瀬鷹
東久世霰の七番目の夫で、現在は世界的に有名な冒険家としてあらゆるところを旅している。
専属のメイドがつけることを辞退していたが、メイドたちに対して平等に接していた。
赤木 ハル
律の母で、東久世家のメイド。

## スタッフ
- 原画・CG：タカツキノボル
- シナリオ：森本あき
- 背景：ハミングバードアニメーション
- OPムービー：株式会社KIZAWA studio
- 音楽：伊福部武史（Angel Note）
- 音響監督：きくたひろみ
- キャスティング：白崎恵理
- キャスティングコーディネート：楽音舎
- 録音スタジオ：アオイスタジオ、スタジオエコー、サウンドシップスタジオ、サウンドチーム ドンファン、スタジオごんぐ、スタジオT&T
- プログラム：猫電波、竹光ドリル
- デザインワークス：わらけん
- 音声編集・SE：本山音響
- 制作：メイザーズぬまきち
- ディレクター：へたれっち
- プロデューサー：mym
- アシスタントプロデューサー：しもぴー
- 制作：Vivid Color
- 制作協力：STACK software

## 主題歌
オープニング主題歌「Evolve」
エンディング主題歌「Next Story」
歌：AciD FLavoR

## 関連商品

### コミックス
- 『メイド★はじめました 〜初めてのご奉仕〜』 （幻冬舎コミックス、2009年9月24日発売、小池マルミ／著・VividColor／原作） ISBN 4-3448-1753-2

### ドラマCD
- 『メイド★はじめました 〜ご主人様のお世話いたします♥〜 ドラマCD』 （ティームエンタテインメント、2008年6月18日発売） KDSD-00184

### 書籍
- 『メイド★はじめました 〜ご主人様のお世話いたします♥〜 設定集』 （VividColor、2006年12月29日発売）
- 『メイド★はじめました 〜ご主人様のお世話いたします♥〜 公式ビジュアルファンブック』 （エンターブレイン、2006年12月29日発売、森本あき／著・タカツキノボル／原作） ISBN 4-7577-4127-8